# Chesneya polystichoides
Chesneya polystichoides là một loài thực vật có hoa trong họ Đậu. Loài này được (Hand.-Mazz.) Ali miêu tả khoa học đầu tiên.